# Вячеслав Ярославич (князь клеческий)
Вячеслав Ярославич (род. ок. 1114 года) — князь клецкий, младший сын Ярослава Святополчича волынского от брака с Рогнедой Мстиславной, дочерью Мстислава Владимировича Великого, впоследствии разведённой с мужем. Лаврентьевская летопись сообщает, что, по приказу деда Мстислава, Вячеслав Ярославич ходил из Клецка на полочан к Изяславлю походом Мстислава Великого на Полоцк в 1127 году.

## Биография
Родился около 1114 года во Владимире Волынском. В 1119 году лишился матери.
Под 1156 годом упоминаются внуки Вячеслава, участвовавшие в походе под началом своего дяди Юрия Ярославича против Мстислава волынского на стороне Юрия Долгорукого, занявшего Киев. Мстислав был изгнан из Пересопницы в Луцк.